# Colonial Williamsburg

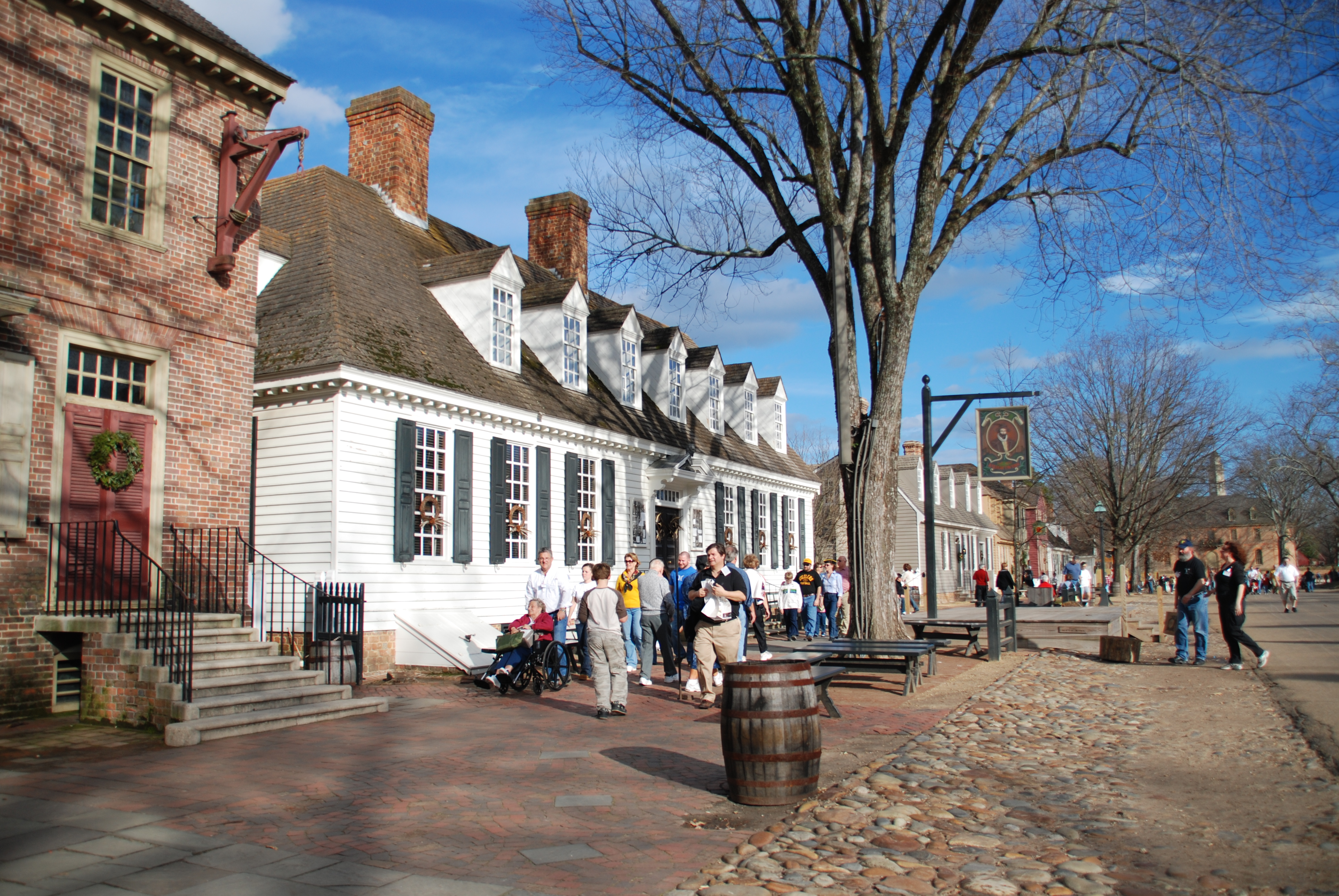
Raleigh Tavern på Duke of Gloucester Street i Colonial Williamsburg.

Colonial Williamsburg är ett amerikanskt friluftsmuseum som är beläget i den historiska delen av staden Williamsburg i Virginia.

## Bakgrund
Williamsburg var huvudstad för Kolonin Virginia från 1699. Av militärgeografiska skäl fick istället Richmond år 1780 rollen som delstatens huvudstad. 
Under tidigt 1900-tal började restaurering och återuppbyggnader av historiska byggnader i Williamsburg. Colonial Williamsburg utsågs 1960 till en National Historic Landmark District.
28-30 maj 1983 var Colonial Williamsburg platsen för det nionde G7-toppmötet med USA:s president Ronald Reagan som värd. Colonial Williamsburg har även besökts av många statschefer och utländska kungligheter på officiella besök i USA.

## Bildgalleri

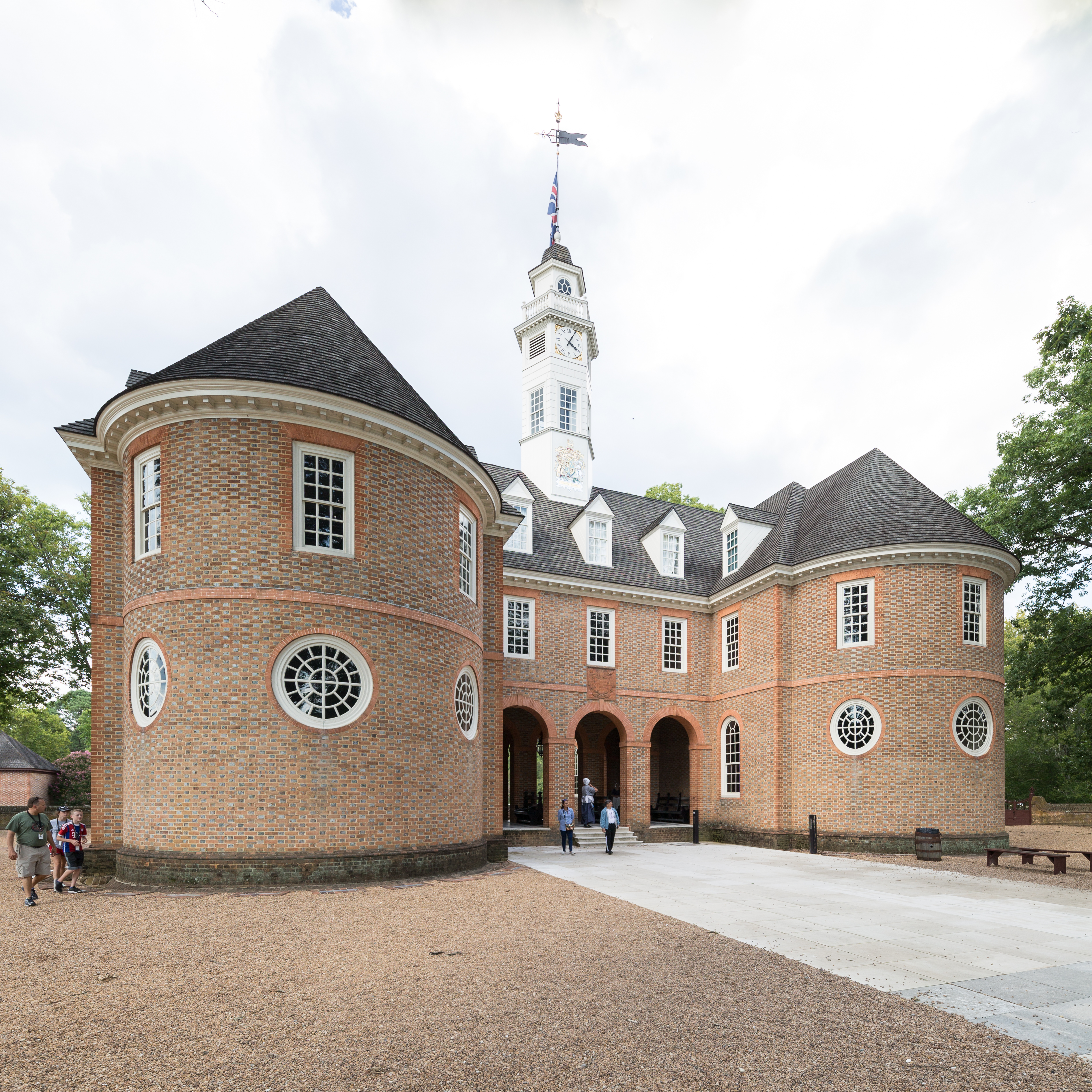
Den återuppbyggda tidigare byggnaden för Virginias generalförsamling.
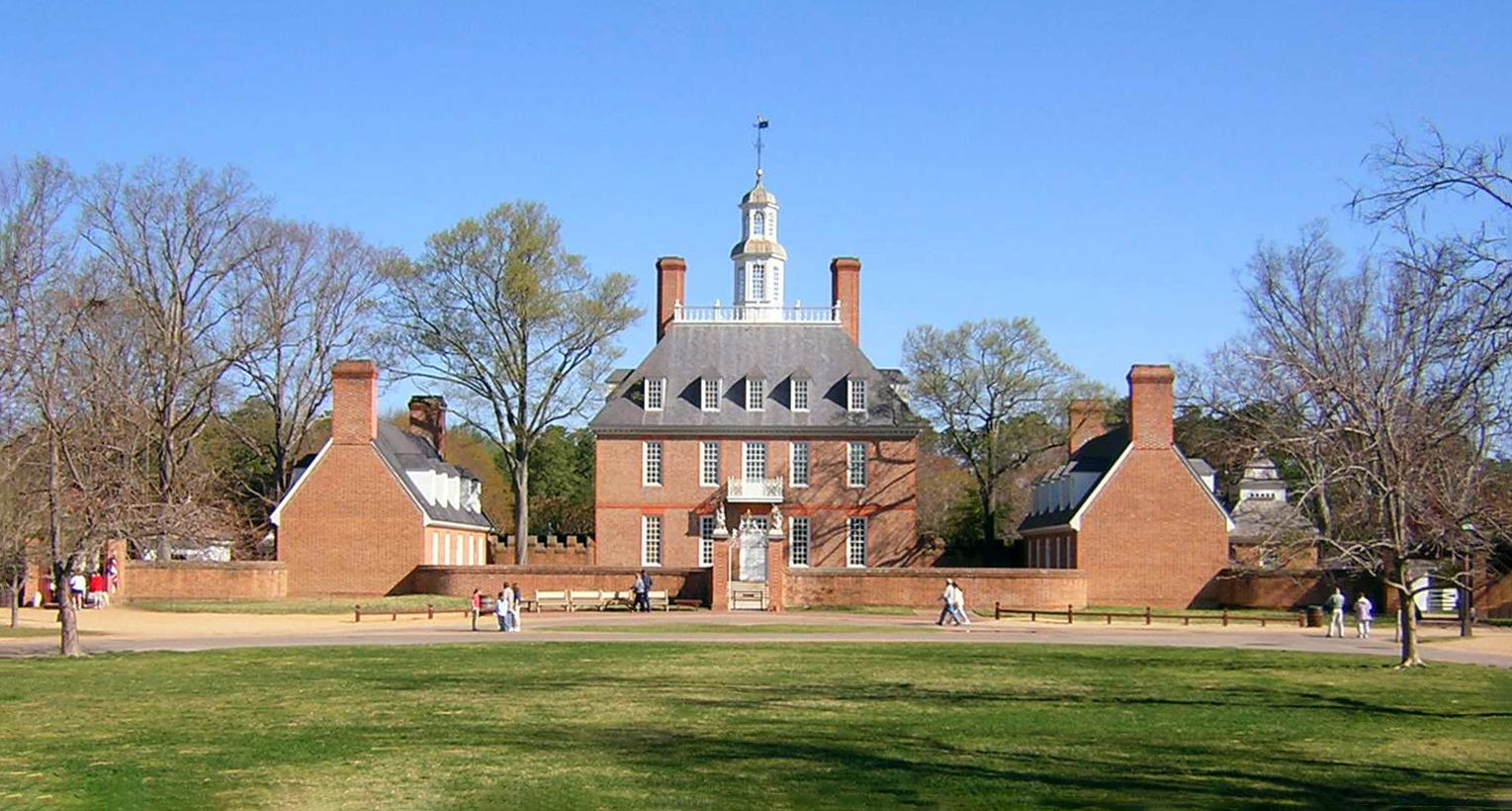
Guvernörspalatset, återuppbyggt på 1930-talet.
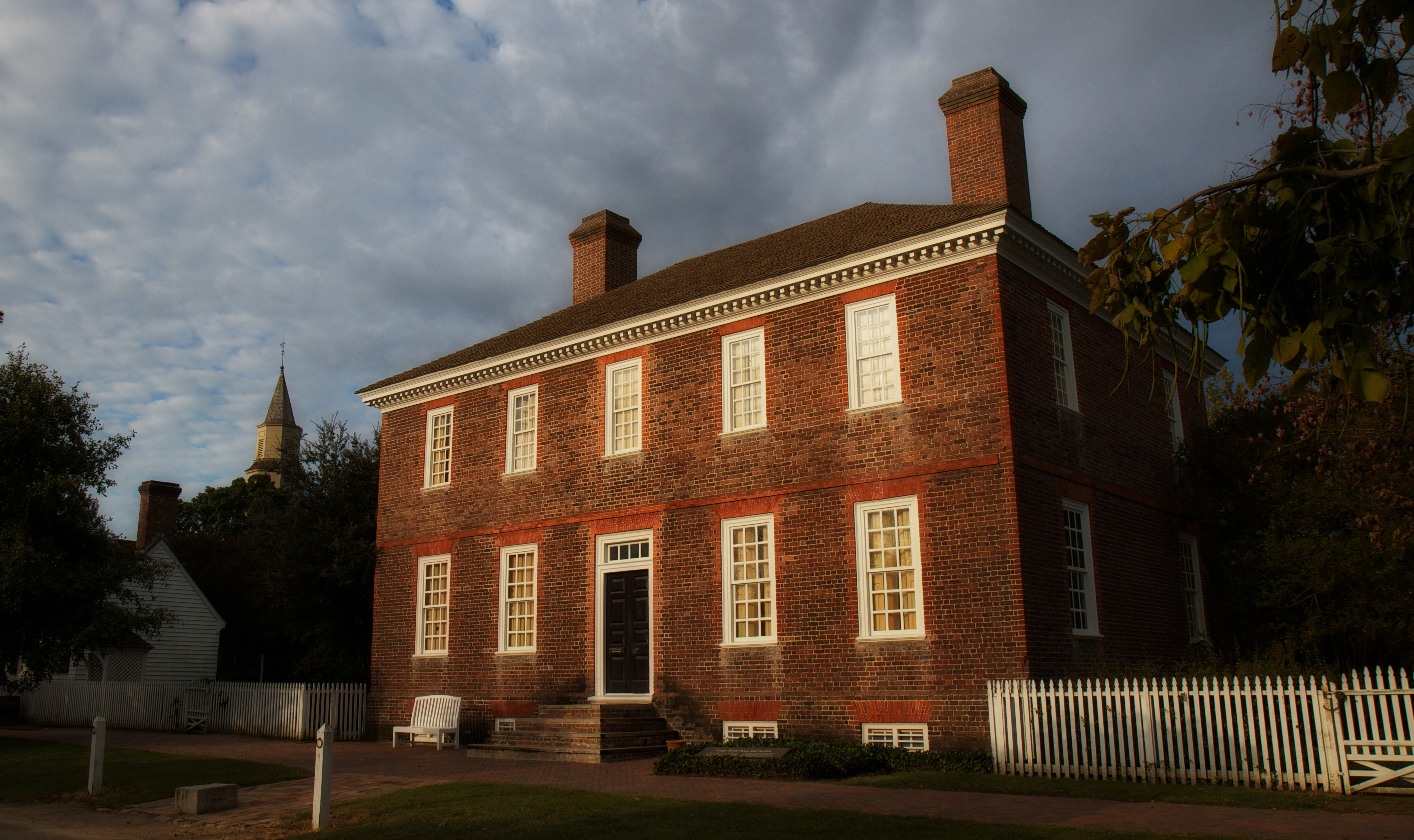
Hus som tillhörde George Wythe, en av undertecknarna till USA:s självständighetsförklaring.
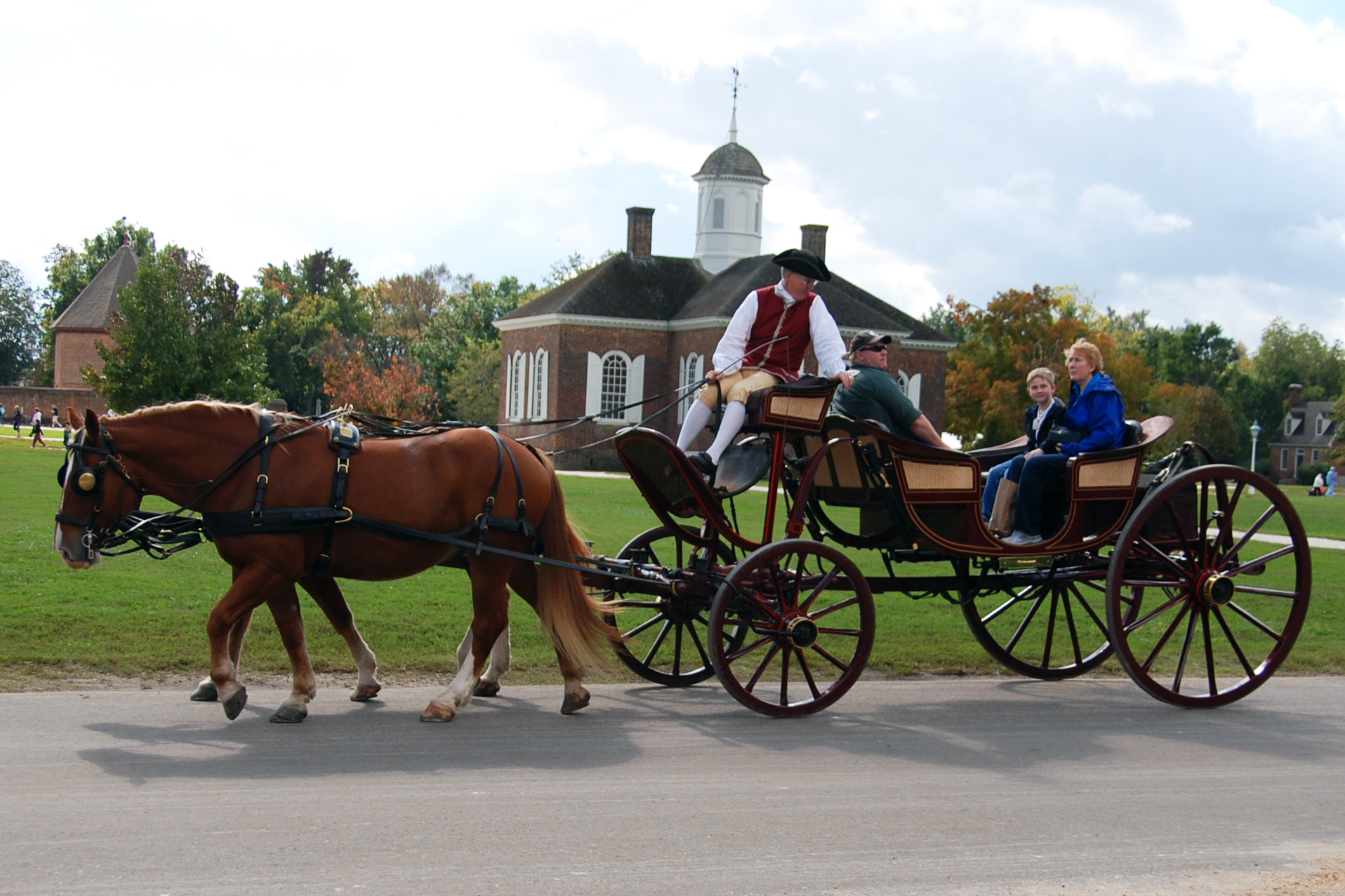
Tidstypisk landå.
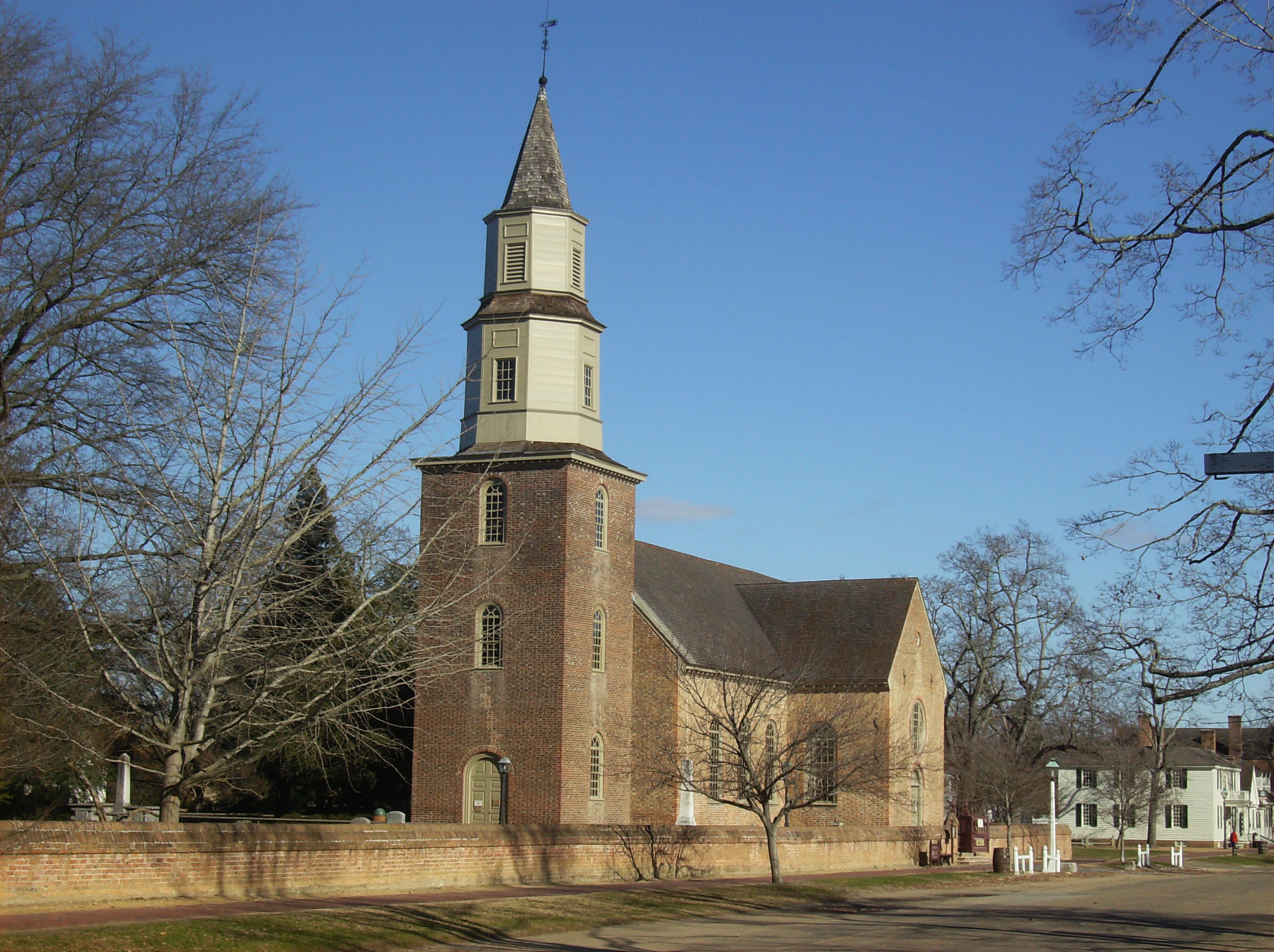
Bruton Church.